# Incubate
Incubate (voorheen ZXZW) was een multidisciplinair stadsfestival in Tilburg dat sinds 2005 elk jaar in september plaatsvond. Op verzoek van het Amerikaanse festival South by Southwest (SXSW) is de naam van het festival op 16 juni 2009 gewijzigd van ZXZW naar Incubate. Op 23 februari 2017 werd bekendgemaakt dat de organisatie om financiële redenen het stadsfestival niet meer zou organiseren. Dit besluit volgde op het dichtdraaien van de geldkraan door de gemeente, nadat ook Noord-Brabant al gestopt was met het subsidiëren van het festival.

## Samenvatting
Incubate was een jaarlijks terugkerend stadsfestival in Tilburg dat zich richt op grensverleggende cultuur. Het festival kende een breed programma met elektronische muziek, folk, rock en jazz. Ook was er beeldende kunst, theater en film te vinden. Alles vond plaats in clubs, kroegen en galerieën. In 2008 werd het festival door de inwoners van Tilburg gekozen als beste evenement van de stad en in 2012 werd het uitgeroepen tot leukste stadsevenement van Nederland.

## Geschiedenis
In 2005 begon ZXZW als een tweedaags underground-punk-, hardcore- en elektronica-muziekfestival met 47 artiesten. Binnen drie jaar groeide het uit tot een festival van acht dagen waarop meer dan 200 artiesten in de binnenstad van Tilburg te zien waren. Ook breidde het festival uit in termen van genre: van jazz tot free folk en dance. Daarnaast werd er steeds meer naast muziek geprogrammeerd: bijvoorbeeld film, beeldende kunst en dansvoorstellingen.
Op 16 juni 2009 werd de naam van het festival gewijzigd in Incubate. Het festival heeft een weblog over onafhankelijke cultuur een blog over niet-westerse dance en werkt het hele jaar door mee aan verschillende kunstnachten. Incubate festival maakt gebruik van het Social Festival Model: een website in wiki-stijl waarop iedereen de bedrijfs-, marketing- en beleidsplannen kan inzien én kan wijzigen
In 2015 kwam het festival in financiële problemen door ambitieuze projecten. Zo wil Incubate in 2018 satellietfestivals hebben in zes steden, waaronder Londen en New York. Daarnaast wil het grote internationale artiesten laten samenwerken, met orkesten bijvoorbeeld, of met elkaar. De gemeente Tilburg en de provincie Noord-Brabant hebben 281.000 euro overgemaakt om het gat in de begroting te dichten. Incubate besluit daarop dat het festival niet meer een hele week in september zal beslaan, maar meerdere weekeinden in het jaar. In 2016 vond Incubate in drie weekenden plaats; op 14 en 15 mei, op 9, 10 en 11 september en op 10 en 11 december.

## Prijzen en nominaties
- 2008: de publieksprijs voor het beste Tilburgse festival. Hiermee werd de bekende Tilburgse Kermis verslagen.
- 2009: genomineerd voor het IJzeren Podiumdier voor het Beste Popfestival door Vereniging Nederlandse Poppodia en Festivals.
- Mei 2009: de Think Ahead Award van het Nederlands Instituut voor de Mediakunst. De criteria voor deze prijs waren innovatie, authenticiteit en duurzaamheid.
- November 2009: Het het door Incubate gestarte Generationbass.com is verkozen tot een van de tien beste muziekblogs door de gezaghebbende website AfroPop Worldwide
- December 2010: Generation Bass wint de ‘Word Up!’ voor beste nieuwkomer bij Muziekcentrum Nederland
- Maart 2011: De MVO Koploper, uitgereikt door de Gemeente Tilburg voor Maatschappelijk Verantwoord Ondernemen
- December 2011: De Social Media Club 013 Award, waarvoor ook Interpolis en Selexyz Gianotten genomineerd waren
- December 2011: Artistiek leider van Incubate, Vincent Koreman wordt door Tilburg Dichtbij verkozen tot ‘Tilburger van het jaar’
- Oktober 2011: Incubate wordt genomineerd voor de European Festival Awards in de categorie ‘Best Indoor Festival’ en ‘Best Medium-sized festival’
- Oktober 2012: Incubate wordt opnieuw genomineerd voor de European Festival Awards in de categorie ‘Best Indoor Festival’ en ‘Best Medium-sized festival’
- Mei 2012: Leukste stadsevenement van Nederland gewonnen bij de Nationale Evenementenprijzen. Hiermee werd de intocht van Sinterklaas verslagen.
- Mei 2012: Incubate wint De Gouden Struis voor ‘Beste marketingactie binnen de podiumkunsten’. Deze prijs werd gewonnen dankzij Incubate Loyal Class.[10] Met deze actie kunnen deelnemers punten verdienen door te praten over Incubate op onder meer sociale media, die zij kunnen inruilen tegen verschillende artikelen.
- Oktober 2013: Incubate wordt opnieuw genomineerd voor de European Festival Awards in de categorie ‘Best Indoor Festival’ en ‘Best Small European festival’
- November 2015: Incubate komt op de shortlist voor de European Festival Awards in de categorie ‘Best Indoor Festival’

## Edities en optredens (selectie)

### ZXZW 2005
De eerste editie van Incubate, vond plaats tussen 24 en 25 september. Er waren 48 acts op zeven locaties te vinden. Het festival is opgericht door Vincent Koreman, Ries Doms, Frank Kimenai en Alex van Wijk.
| Artiesten in 2005 (Selectie) |
| --- |
| - Pole - Leng Tch'e - Static - Rise and Fall - About - Templo Diez - Sickboy - Transmission0 - Sauron - Harmful - Fuck-Off Machete - Restless Youth - Black Earth - El Guapo Stuntteam - Aphasic - White Circle Crime Club - The Suicidal Birds - Stockholm Syndrome - Suma - Danny Vera - Kassen - Spider Rico - Woost - The Yearlings - Palinckx - The Light Brigade - Anderson - Cavemen Speak - Cavemen Speak - Havelinas - Karl Heinz - Anal Warrior - Dead Stop |

### ZXZW 2006
Het tweede ZXZW-festival werd gehouden op 23 en 24 september and bood plaats aan 94 optredens op elf verschillende locaties.
| Artiesten in 2006 (Selectie) |
| --- |
| - Sylvester Anfang - Volt - CWTAB - Radio Birdman - Torche - Japanter - Offecer Jones - Baroness - Bluebird - Mormo + C-men - Arsey Rob - VVM - Otto von Shie - The Sedan Vault - Justice (BE) - Addactio - Kunt - Shitmat - Mash Up Sound - Amenra - Rise and Fall - Orange Sunshine - Machinefabriek - Odal - Otis - The Madd - Prostitute Disfigurement - Causa Sui - Daturah - Tephra - Space Horse - Toner Low - Bertin - XanaxasaX - Harry Merry - Messer Chups |

### ZXZW 2007
Het derde ZXZW festival vond plaats tussen 16 en 23 september. Het volume van het muziekprogramma nam weer toe, tot 151 bands en Joost Heijthuijsen trad toe als directielid. Deze editie werden ook andere kunstvormen gepresenteerd zoals beeldende kunst, dans en cinema. ZXZW 2007 speelde zich af op 27 locaties, waarvan één een kraakpand waar Kraaklink plaatsvond. Kraaklink is een initiatief om jonge musici werk van jonge componisten te laten spelen in een bijzondere setting.
| Artiesten in 2007 (Selectie) |
| --- |
| Music - The Haters - The Locust - Psychic TV - Crippled Black Phoenix - Pantha Du Prince - Drumcorps - Knut - Ceephax Acid Crew - A Challenge of Honour - Cutting Pink with Knives - Negativland - Atlantis - Meneguar - Infinity - Psychic Ills - Long Distance Calling - Chevron - Kap Bambino - Rhys Chatham - Ostinato - Niobe - Kiss the Anus of a Black Cat - Blowfly - Gtuk - Grey Daturas - Hacride Arts - Concert-posters - Untitled - Scherven - Streetchalk Drawing Day - Punk Fanzine Exposition - Tilburg Plakstad Dance - Vloeistof Movies - Short films - La Region Centrale - Michael Snow (1971) - Cinema Auricular: Cinema of the Ear program. |

### ZXZW 2008
De vierde editie van ZXZW werd gehouden tussen 14 en 21 september. Deze editie is vooral de aanwezigheid van Sun Ra Arkestra opvallend. Zij verzorgden zes optredens in zeven dagen waarbij steeds een ander aspect van hun muzikale geschiedenis aan bod kwam. Dit jaar was er ook een speciaal programma, getiteld ‘Norwegian Invasion’ waarbij bands uit Noorwegen centraal stonden.
Multidisciplinair was het ‘Svart Kunststykke’programma dat om het black metalgenre draaide en waarbij zowel beeldende kunst (Erik Smith, Peter Beste) als muziek (Watain, Glorior Belli) betrokken werden.
The Shape of Breakcore 2 Cum was het dansmuziekprogramma en ook het Eurovision Noise Contest werd dit jaar gehouden op ZXZW.
| Artiesten in 2008 (Selectie) |
| --- |
| Music - Wire - Pelican - Casiotone for the Painfully Alone - Sun Ra Arkestra - Castanets - Shining - Blacklisted - Paint It Black - Torche - Skinless - Watain - Cadence Weapon - gay against you - Doormouse - Otto Von Schirach - Goto80 - Ponytail - FFF - Trash Talk - Guapo - Ebola - Pulling Teeth - Toy - Jeremy Jay - The Tunics - Tom Brosseau - David Karsten Daniels - Capsula - Religious Knives - Steadycam - Stu - Kid Carpet - Svarte Greiner - Glorior Belli - LFO Demon - Blurt - Usurper - Taint - Ladyscraper - Electric Kettle - Bjørn Torske - Phill Niblock - The Lords of Altamont - Tram - Dirge Arts - Concert-posters: Z-Stock, Svart Kunststykke (Black Arts) – Erik Smith, Peter Beste and others Dance - Vloeistof - Ivo Dimchev - Sonia Si Ahmed - Eva Meyer Keller - Magdalena Chowaniec Movies - Space Is The Place - The Magic Sun - Films made by Barbara Meter, Henri Plaat, Frans Zwartjes and Paul de Mol Lecture - Yuri Landman |

### Incubate 2009
De vijfde editie van het festival en de eerste onder de nieuwe naam Incubate vond plaats van 13 tot en met 20 september. Nieuwe namen werden vrijwel dagelijks bekendgemaakt via de website van het festival.
| Artiesten in 2009 (Selectie) |
| --- |
| Music - The Damned - Dananananaykroyd - Caspian - Anaal Nathrakh - The Number Twelve Looks Like You - Misery Signals - Tujiko Noriko - Antipop Consortium - Shackleton - Kayo Dot - Der Blutharsch - Of the Wand and the Moon - Deutsch Nepal - Soap&Skin - Joker - James Blackshaw - Bodi Bill - Bonaparte - Au - Jandek - Finn. - Jessica Bailiff - My Awesome Mixtape - Blues Control - Your Demise - Cameron Deas - Wardruna - Subtitle - Uri Caine - Troum - On - Jonquil - Pompeï - Reso - The Caretaker - An Emerald City - DJ Beware Arts - Hermann Nitsch Dance - Jean-Louis Costes - Franko B - Kamal Ackarie - Micheline Torres - Doris Stelzer - Pavlos Kountouriotis - Jenny Beyer - Nuno Lucas Movies - Anvil! The Story of Anvil - Aktionisten compilatie - Good Copy, Bad Copy Lecture - Andrew Keen |

### Incubate 2010
De zesde editie van Incubate vond plaats van 12 tot en met 19 september. Het thema van deze editie was Piracy. Rondom dit thema werden verschillende evenementen gehouden waaronder The Kiosk of Piracy, Pirate Cinema en de Pirate Conference. Meer info hierover en over andere zaken aangaande het festival kunnen gevonden worden op de website van het festival.
| Artiesten in 2010 (Selectie) |
| --- |
| Music - Black Mountain - Shaking Godspeed - Headhunter - The Ex - The Hunger - Black Earth - This Will Destroy You - Circle - Windmill - Dan Deacon - Frank Fairfield - Six Organs of Admittance - DJ /Rupture - Liturgy - Hell Militia - Ab Baars - Monotonos - Zola Jesus - Bongo a Bang Bang - Neon Indian - Expulsion - Lucky Dragons - Shikari - Bram Stadhouders - Jim Black - Forget to Forgive - Haribo Macht Kinder Froh - Frog Pocket - The Superusers - The Dreams - Accadians - DMDN - DJ UMB - Santa Cruz - Accelerators - Antillectual - Bandish Projekt - Battle for Paris - Coco Bryce - Eklin - I am Oak - Globalibre - Gunslingers - Jakes - Maths - Nikoo - Sabbo - Skeletonwitch - Switchblade - Vanderbuyst - Warbringer - Vanilla Riot - Barn Burner - Cold Pumas - City Boys - Fair Ohs - Great Ancestors - Invasion - Kodiak - Moon Unit - Traumahelikopter Arts - Ryan Trecartin - Hester Scheurwater - Tanis/Verhoef - Thomas l'Anson - Boris de Vries - Constant Dullaart - New Jacks 2.0 (involved artists were Sven Fritz, Matijs van de Kerkhof, Klaas Burger, Teun Jansen & Joshua van Iersel, Joshua Jackson & Anita Hrnic) Film - Turkish Star Trek - Da Vinci Treasure - Snakes on a Train - Paranormal Entity Lectures - Charles Leadbeater - Matt Mason |

### Incubate 2011
De zevende editie van Incubate vond plaats van 12 tot en met 18 september en 276 acts werden getoond.
| Artiesten in 2011 (Selectie) |
| --- |
| Music - HEALTH - Omar Souleyman - YOB - Baby Dee - Lightning Dust - Sam Amidon - Handsome Furs - Picastro - Obliteration - Kongh - Dark Castle - Capillary Action - Antilles - Austra - Wooden Shjips - Nadja - Screaming Females - King Dude - Aiden Baker & Nathan Amundson - Peter Broderick - The Fresh & Only's - Defeated Sanity - Gorgasm - Amagortis - Lustmord - Megafaun - Mater Suspiria Vision - Indian - Will Samson - Fostercare - Wheels on Fire - A Grace With No Name - Flying Horseman - Touchy Mob - SJ Esau - Herrek - Kyst - Air Waves - Joan of Arc - Library Tapes - Rivulets - My Disco - Celeste - The Kids - Yukon Blonde - Aura Noir - The Queers - Wormrot - Maruta - Planks - Le Syndicat - Ketzer - Heretic - Burning Yellows - Monachus - Light Bearer - Pariso - Kerouac - Matthew Shipp - Sleep Party People - Mose Giganticus - The Oscillation - Norberto Lobo - The War On Drugs - Moon & Sun - Zoviet France - Trial - Charles Gayle - Rainbow Arabia - Tweak Bird - Anchor - Mind Over Mirrors - Run With The Hunted - Schnaak - EMA - Ganglians - Man Man - No Turning Back - Brasstronaut - Wise Blood - Dead Neanderthals Arts - MOMO - Nick Helderman - Joost Jansen - Dimitar Solakov Dance - It's Definitely The Spiritual Thing Movies - Hydra Decapita, We Don't Care About Music Anyway, NOVA - the film, Jefre Cantu-Ledesma & Paul Clipson, The Ill Mannered Milkman, Invertebrate, Goodbye Mr Christie Lecture - Bill Drummond |

### Incubate 2012
De achtste editie van Incubate vond plaats van 10 tot en met 16 september. Er werd een podium geboden aan 308 artiesten. Het festival trok meer dan 15.000 bezoekers van over de hele wereld.
| Artiesten in 2012 (Selectie) |
| --- |
| - Mogwai - Fields of the Nephilim - Buzzcocks - Yann Tiersen - Expo '70 - Laibach - Nurse With Wound - Japandroids - Damo Suzuki - Britisch Sea Power - Paws - Dead Neanderthals - Nathan Fake - Sleepy Sun - Mgła - Iceage - Leiff Vollebekk - Moodymann - Chris & Cosey - King Midas Sound - Napalm Death - The Men - Angel Olsen - Mi Ami - A Winged Victory For The Sullen - Cult of Youth - Kid Ink - Gangpol & Mit - Black Dice - Frietboer - Starve - Reigning Sound - Pete Namlook - Conan - Thread Pulls - Howlin' Rain - Andy Stott - Nils Frahm - Matt Elliott - Heiko Laux - NGUZUNGUZU - Ital - The Telescopes - Bill Orcutt - Xander Harris - Cheek Mountain Thief - Digger & The Pussycats - Desolated - Lower - Vår - Sex Worker Arts - Santiago Sierra - JR - Leah Capaldi - Open Source Expo - Hans Stevens Theatre (Zeebelt in Residence) - If...Then - You Are Here - Laughing While Drinking Sour Milk Movies - Kid-Thing - Grandma Lo-Fi - Bellflower - Dragonslayer - Attack Of The Giant Brain Sucker Monster From Outer Space Lectures - Simon Reynolds - Mark Fisher - Robert Levine - Roy Wilkinson - Chris Jones - Annette Dölle |

### Incubate 2013
De negende editie van Incubate vond plaats van 15 tot en met 22 september. Ruim 300 artiesten traden op in of rondom Tilburg. Het festival trok 17.000 bezoekers van over de hele wereld.
| Artiesten in 2013 (Selectie) |
| --- |
| - Immortal - CocoRosie - Lambchop - I Am Kloot - Built to Spill - Múm - Gang of Four - Front 242 - A Place to Bury Strangers - Mayhem - Biosphere - 808 State - Clock DVA - Smith Westerns - A Guy Called Gerald - And So I Watch You From Afar - Dj Pierre - Kurtis Blow - The Field - Tim Hecker - Wolf Eyes - Willis Earl Beal - Doom - Barn Owl - Emika - The Twilight Sad - Ikonika - Yuck - Khold - Levon Vincent - Tulus - Jesu - Shonen Knife - Dead Meadow - Ghédalia Tazartes - Prurient - Vatican Shadow - Pete Swanson - Cut Hands - Maybeshewill - Sean Nicholas Savage - Jozef van Wissem - Anna von Hausswolff - Sonic Boom - Black Pus - East India Youth - Dragged into Sunlight Arts - Rafaël Roozendaal - Santiago Sierra - Marco Martens - Carl Schilde - Pom Wolff Theatre - Electro Cha3bi Wedding Party Movies - Lowave Lectures - Acid Flashback: Before the Big Bang - The Artist as Hybrid Monster - Have Baby Boomers Stolen Music? - Earning Money By Giving Away |

### Incubate 2014
De tiende editie van Incubate vond plaats van 15 tot en met 21 september. Er werden 290 acts getoond in Tilburg. Het festival trok 17.000 bezoekers van over de hele wereld.
| Artiesten in 2014 (Selectie) |
| --- |
| - 65daysofstatic - God is an Astronaut - Wovenhand - The Ocean - This Will Destroy You - Long Distance Calling - Legowelt - Goat - The Wytches - Kiss the Anus of a Black Cat - Thee Silver Mt. Zion Memorial Orchestra - The Neon Judgement - Kadavar - Nadja - Tuxedomoon - Bombino - Otis - Chad Vangaalen - Lookapony - Orgue Electronique |

### Incubate 2015
De elfde editie van Incubate vond plaats van 14 tot en met 20 september in Tilburg.

### Incubate 2016
Voor het eerst in zijn geschiedenis besloeg Incubate meerdere weekeinden, in plaats van een hele week in september. Het eerste Incubate-weekeinde vond plaats op 14 en 15 mei, het tweede op 9, 10 en 11 september en het derde op 10 en 11 december.
| Artiesten in mei 2016 (selectie) |
| --- |
| - Michael Rother (NEU!/Harmonia) - Nurse With Wound - Conan - Nap Eyes - Tacocat - Aluk Todolo - Wolf Eyes - Paws - Nurse with Wound - Nordvargr - Naked Wolf - Bonne Aparte - The Lumes |

## Podia
Incubate festival was jaarlijks mee te maken in meer dan dertig locaties door de gehele binnenstad van Tilburg. Incubate vond onder andere plaats op de volgende locaties:
Argument, Bibliotheek Tilburg Centrum, BKKC, Boerderij 't Schop, Café De Plaats, Cul de Sac, De Beukentuin, De NWE Vorst, De Verschijning, Dolfijn Bowling, Duvelhok, Extase, Factorium, Filmfoyer, Galerie Kokon, Hall of Fame, Kafee 't Buitenbeentje, Koepelhal, Koningsplein, Kraakpand / Squat, Kunstpodium T, Little Devil, Mayor's Room, Muzentuin, NS16, Open Air Stage, Paradox, Pauluskerk, Pieter Vreedeplein, Poppodium 013, Ruimte X, Scryption, Sounds, Studio, Synagoge, Theaters Tilburg, V39, Virginarty, Weemoed, Willemsplein, Zaal 16.